# Юрівська сільська рада (Білогірський район)
50°3′35″ пн. ш. 26°23′26″ сх. д. / 50.05972° пн. ш. 26.39056° сх. д.

Юрівська сільська́ ра́да — колишній орган місцевого самоврядування, територія якої відносилась до складу Білогірського району Хмельницької області, Україна. Центром сільради є село Юрівка. Рада утворена у 1991 році. Ліквідована у 2018 році і приєднана до Білогірської селищної громади.

## Основні дані
Сільська рада була розташована у західній частині Білогірського району, на північний захід від районного центру Білогір'я, на кордоні із Тернопільською областю.
Населення сільської ради становило — 1 214 осіб (2001). Загальна площа населених пунктів — 6,25 км², сільської ради, в цілому — 34,92 км². Середня щільність населення — 34,77 осіб/км².

### Населення
Зміна чисельності населення за даними переписів і щорічних оцінок:
| Роки      | 1986  | 2001   |
| --------- | ----- | ------ |
| Населення | 1 400 | ▼1 214 |

## Адміністративний поділ
Юрівській сільській раді підпорядковується 3 населених пункти, села:
- Юрівка
- Великі Калетинці
- Шуньки

## Господарська діяльність
Основним видом господарської діяльності населених пунктів сільської ради є сільськогосподарське виробництво. Воно складається із фермерського господарства «Мир», фермерських (одноосібних) та індивідуальних присадибних селянських господарств. Основним видом сільськогосподарської діяльності є вирощування зернових та технічних культур; допоміжним — вирощування овочевих культур та виробництво м'ясо-молочної продукції.
На території сільради працює магазин, загально-освітня школа I–III ст., дитячий садок, сільський клуб, фельдшерсько-акушерський пункт (ФАП), Юрівськае поштове відділення, АТС. Тут діє православна церква «Іоана Богослова», Української православної церкви.

## Автошляхи та залізниці
Територією сільської ради, із півночі на південь проходить територіальний автомобільний шлях Мала Боровиця—Білогір'я (Т 2301).
Найближча залізнична станція: Суховоля (смт Білогір'я), розташована на залізничній лінії Шепетівка-Подільська — Тернопіль.

## Річки
Територією сільської ради протікає невеличка річка Тростянка (12 км), ліва притока річки Горині (басейн Прип'яті).